# Parochie (Asturië)

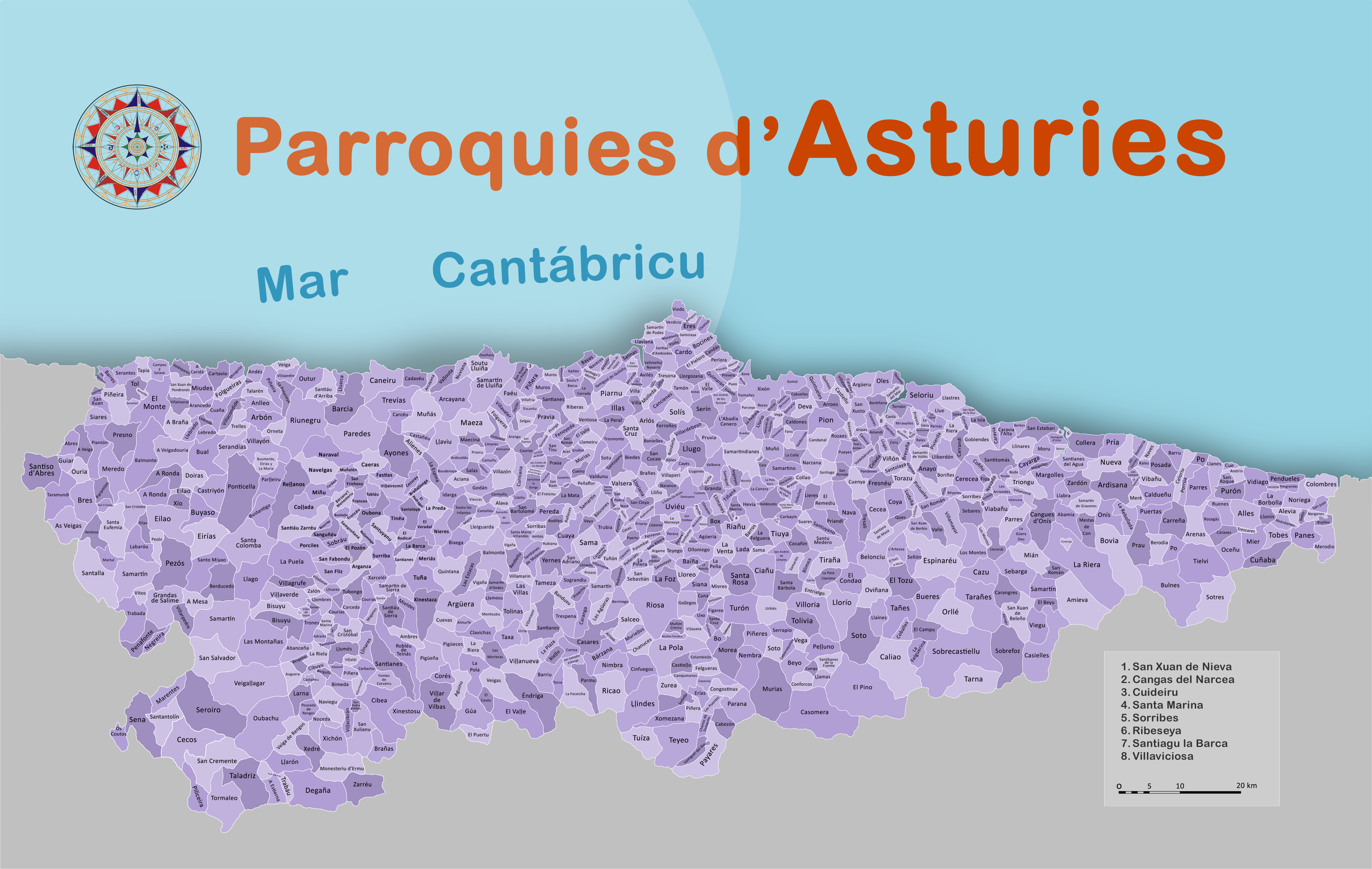
Parochies van Asturië

Een landelijke parochie  is een territoriale entiteit in het Noord-Spaanse Asturië en geniet een bepaalde rechtspersoonlijkheid die verschilt per gemeente waar die tot behoren.
Artikel 6.2 van het autonomiestatuut van Asturië erkent de rechtspersoonlijkheid van de landelijke parochies, omdat ze een traditionele vorm van co-existentie zijn in Asturië voor de bevolkingsontwikkeling. Ook artikel 11 van de statuten erkent de bevoegdheid van het Prinsdom Asturië in het lokale bestuur. Binnen het reguleren van de lokale bestuurlijke indeling kunnen de autonome regio's via de wetgeving territoriale entiteiten onder de gemeente vaststellen, voor gedecentraliseerd bestuur van de afzonderlijke dorpen onder hun traditionele naam. Onder deze door het Algemeen Bestuur van Asturië goedgekeurde wet 11/1986 van 20 november, wordt de parochie erkend als rechtspersoonlijkheid van het platteland. Deze wet omvat onder andere de aspecten omtrent de procedure voor de erkenning van de landelijke parochies, hun bevoegdheden, organisatorische en functionele regelingen en hun middelen.
Als een noodzakelijke voorwaarde voor de erkenning van een landelijke gemeente is het "bestaan van een wijk gedefinieerd als kern, gescheiden van waar ze geïntegreerd is in de raad, welke belangen strijdig zijn met de eigen belangen, andere dan de algemene gemeentelijke entiteit, of het genot van de gemeenschap met niet-stedelijke patrimoniaal eigendom".
Het initiatief om een parochie te creëren ligt bij de bewoners van de stad of de gemeente waartoe zij behoort en moet worden goedgekeurd door de Raad van Bestuur van het Prinsdom Asturië.
De landelijke parochies hebben de bevoegdheid van het organiseren van hun gemeenschap, het beheer en de administratie van hun goederen, plus al datgene wat de Raad van het Vorstendom gedelegeerd heeft.
De parochie wordt bestuurd door een voorzitter en een raad. De voorzitter vervult een vergelijkbare functie met die van een burgemeester en de raad met het bestuur van een gemeentelijke plenaire vergadering. De raad bestaat uit niet minder dan twee en niet meer dan een derde van de raadsleden in de gemeente onder deze vorm, gekozen op grond van de resultaten van de gemeenteraadsverkiezingen voor dat kiesdistrict. De voorzitter wordt rechtstreeks gekozen door de bewoners. In beide gevallen is het mandaat voor vier jaar.